# Instituto de Bachillerato Cervantes
El Instituto de Educación Secundaria Cervantes de Madrid (España) fue creado con el nombre de Instituto Nacional de Segunda Enseñanza Cervantes en 1931. Por sus aulas han pasado desde entonces alumnos que más tarde llegarían a destacar en el campo de la política, las artes y las ciencias, así como ilustres profesores. En los primeros años de vida del instituto las clases de Francés corrieron a cargo de Antonio Machado, las de Filosofía las impartió María Zambrano, y las de Dibujo se encargaron a Daniel Vázquez Díaz. El lema del Instituto es una sentencia que aparece en el sello del impresor Juan de la Cuesta en la primera edición del Quijote: Post tenebras spero lucem ("Espero luz tras las tinieblas"). Pasados los años el edificio que alberga el centro de enseñanza se ubicó en la glorieta de Embajadores, en el inmueble que había sido Facultad de Veterinaria. Antes de instalarse en Embajadores, el instituto había ocupado otros tres emplazamientos en distintos barrios de Madrid.

## Historia
El 14 de noviembre de 1929, durante la dictadura de Primo de Rivera, se creó en Madrid mediante real decreto un Instituto Local Femenino que fue designado con el nombre de «Infanta Beatriz» en honor de la hija mayor de Alfonso XIII. En 1930, el ministro de Instrucción Pública Elías Tormo solicitó un cambio en la designación del centro, que pasó a llamarse «Liceo», al estilo francés, pero tal nombre apenas duró un año, pues en 1931, y ya con la República, dicho Liceo fue reconstituido como «Instituto Nacional de Segunda Enseñanza Cervantes». En este decreto se advertía además que sería un Instituto "sin distinción de sexos". El Cervantes se distinguió por su buen profesorado, pues una de las condiciones que hubo siempre en el centro fue la de admitir catedráticos que hubieran sacado en las oposiciones pertinentes los números 1 y 2.

### Emplazamientos
El Instituto tuvo a lo largo de su historia cuatro lugares de destino en la ciudad de Madrid.
El primer local que tuvo el Instituto creado en 1929 fue un palacete cuya dueña había sido la condesa de Giraldeli, en la calle de Zurbano, 14 (que estaba arbolada en aquellos años), esquina a Fernando el Santo. El inmueble se construyó hacia 1880 y en 1929 era propiedad de Ana de Osma y Zavala, viuda de Emilio Alcalá Galiano. El Ayuntamiento firmó un contrato de arrendamiento junto con la propietaria el 4 de diciembre de 1929. La casa, situada en el barrio aristocrático de Almagro, continúa en pie. Cuenta con tres pisos más sótano, con un jardín de estilo neoclásico, estilo muy repetido en la construcción madrileña de la primera mitad del siglo xix. Da a dos calles tranquilas y residenciales.
En 1934, el Instituto se trasladó a otro palacete situado en la calle de Prim, 3. Fue residencia de doña Rosalía Drake de la Cerda, condesa de Villar. Esta señora era hija de Carlos Drake, conde de Vegamar, cubano y de ascendencia inglesa, que había muerto en 1909 y que fue propietario de otros muchos edificios en la calle del Barquillo. El edificio tenía tres plantas y jardín. Durante la guerra civil española se utilizó como cuartel y sufrió dos bombardeos por su situación peligrosa pues tenía muy cerca el Ministerio del Ejército. Después de la guerra fue reparado y se abrió de nuevo el Instituto, ahora exclusivamente masculino. Allí se mantuvo el centro de enseñanza hasta su nueva mudanza en 1950. La casa fue vendida por los herederos y quedó abandonado con gran contento de gatos, perros, gallinas y pájaros que lo tomaron como su hogar. La Sociedad Protectora de Animales se ocupó de ellos dándoles de comer así como el propio Ministerio cercano que les llevaba los restos de alimentos. Hasta que en 1962 fue derribado y en su solar se edificó el edificio de la Organización Nacional de Ciegos.
En 1950 el Instituto sufrió un nuevo traslado, esta vez a la calle de Fortuny, n.º 15, con vuelta a la calle de Zurbarán y Monte Esquinza, en un inmueble de cuatro plantas más sótano con un amplio patio-jardín, que antes fuera sede del Colegio Alemán, creado en 1910 por la colonia alemana residente en Madrid. Cuando se terminó la Segunda Guerra Mundial, el edificio fue confiscado por las potencias vencedoras en 1945, junto con otros bienes alemanes y más tarde fue vendido al Estado español. Después, cuando se constituyó la República Federal Alemana y se restablecieron las relaciones con España, los alemanes exigieron su devolución, a lo que el Gobierno español accedió. Pero el director del centro, señor Sánchez Faba se negó a abandonarlo en tanto no se le concediera otro local capaz para ejercer la docencia. El tiempo pasó entre negociaciones, y los alemanes construyeron un colegio más moderno en la Avenida de Concha Espina, perdiendo así todo interés por el de Fortuny/Zurbarán.

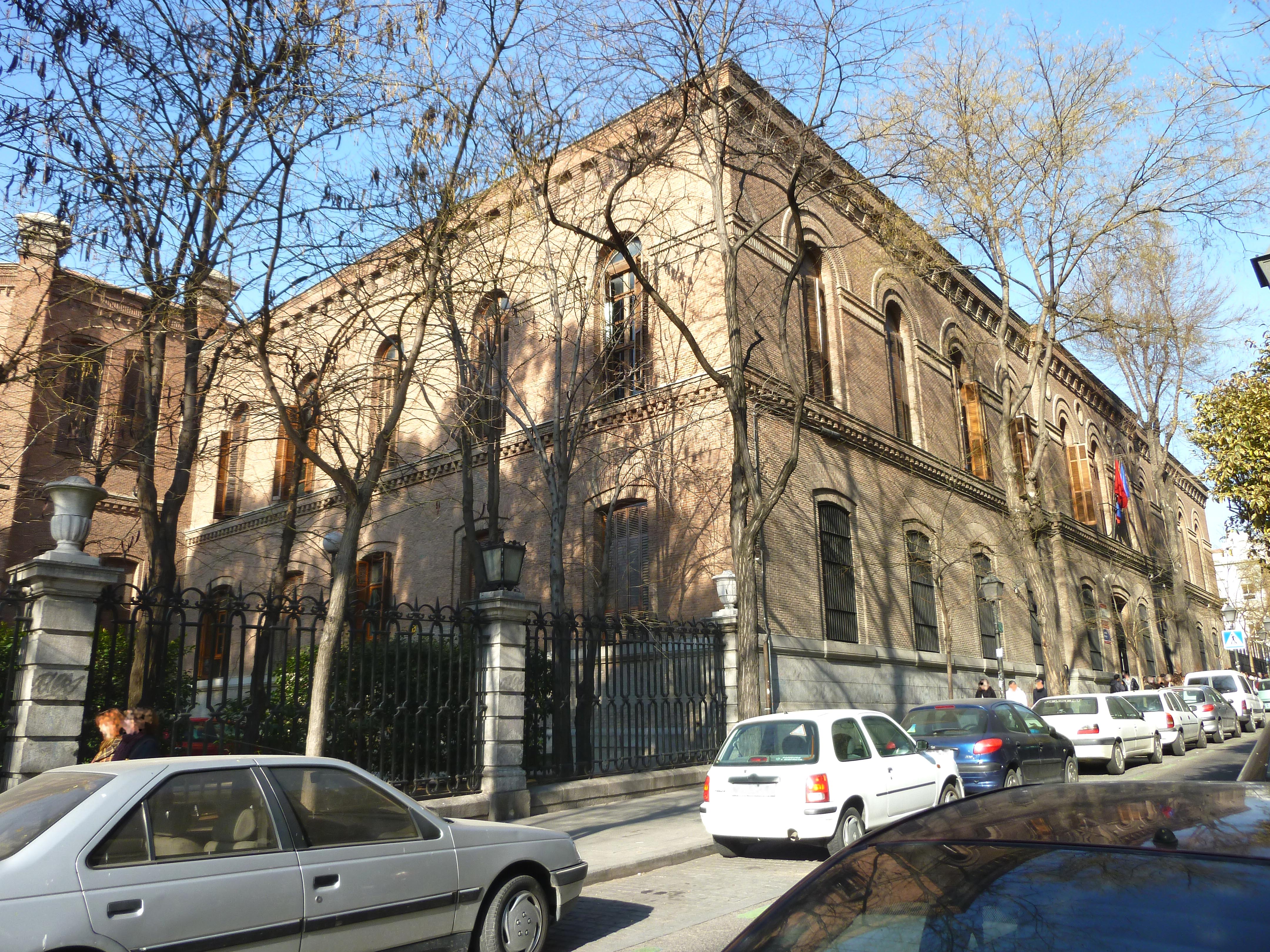
Vista del Instituto desde la Calle de Embajadores.

En 1958 se trasladó la facultad complutense de Veterinaria a la Ciudad Universitaria, dejando el gran edificio de la glorieta de Embajadores. El Estado destinó dicha finca de inmediato al Instituto Cervantes para su nueva sede, desechándose así el proyecto de trasladarlo a la avenida de las Islas Filipinas. Estaba emplazada en parte de lo que había sido el Casino de la Reina, enfrente de la Real Fábrica de Tabacos. Empezaron las obras de adaptación y remodelación y el nuevo Instituto se inauguró en 1960. El Estado alemán se hizo entonces cargo del edificio de Fortuny/Zurbarán, instalando allí el Instituto Alemán de Cultura. El Instituto de Educación Secundaria Cervantes sigue ocupando en el siglo XXI este edificio, con entrada por la calle de Embajadores, número 70. En 1966 amplió sus instalaciones para dar cabida a un mayor número de alumnos, con un edificio anexo. En 1991 se modernizó el edificio histórico y se ampliaron los laboratorios, espacios complementarios y deportivos. En el curso 2002–2003 se llevó a cabo una remodelación del edificio anexo, en el que también se ubica la Escuela Oficial de Idiomas, para optimizar los espacios e instalaciones.

### Directores hasta el año 1940
- 1929, Arturo Caballero, cuando aún el centro se llamaba Instituto Infanta Beatriz.[8]
- 1931, Juan Antonio Tamayo Rubio, catedrático de Lengua y Literatura Españolas.
- 1934, Manuel Cardenal Iracheta, catedrático de Filosofía.
- 1936, Pedro Aguado Bleye, catedrático de Geografía e Historia.
- 1939–40, Enrique Montenegro, catedrático de Lengua y Literatura Españolas.

### Alumnado

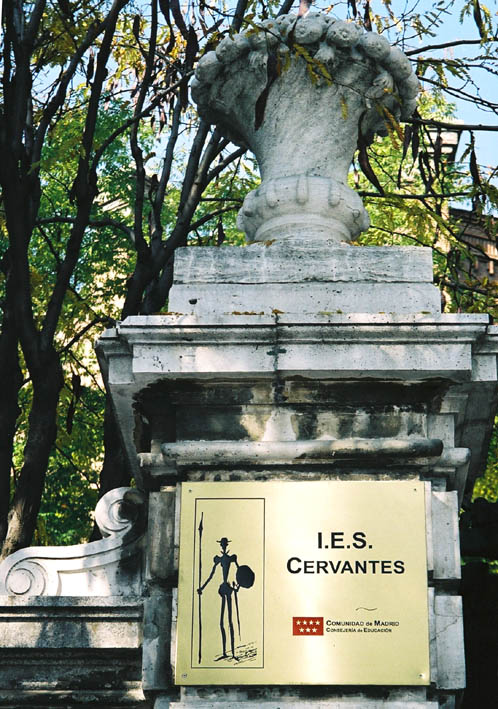
Entrada del Instituto ubicado en la Glorieta de Embajadores.

Algunos de sus alumnos más destacados:
- Enrique Tierno Galván, pensador, ensayista, jurista y tratadista político, profesor de Derecho Político de las universidades de Murcia y Salamanca, y de Ciencia Política en la Autónoma de Madrid, fundador del Partido Socialista Popular y presidente de honor del Partido Socialista Obrero Español, diputado y, desde 1979 hasta su muerte en 1986, alcalde de Madrid.
- Guadalupe Ortiz de Landázuri, científica y tecnóloga, beata de la Iglesia Católica.
- Ana Mariscal, actriz y directora de cine y teatro.
- Leopoldo Calvo-Sotelo, ingeniero de Caminos, licenciado en Filosofía, diputado, ministro de varias carteras y, entre 1981 y 1982, presidente del Gobierno.
- Emilio Lledó, filósofo, profesor de instituto en Valladolid y Alcalá, y de la Universidad de La Laguna, de la de Barcelona y de la UNED, miembro del Wissenschaftskolleg o Colegio de Ciencias de Berlín y de la Real Academia Española, premio nacional de Ensayo, premio Princesa de Asturias y premio nacional de las Letras Españolas.
- Alberto Delgado, periodista, locutor de RTVE.
- Joaquín Arozamena, periodista, locutor de RTVE.
- Forges, dibujante y humorista.
- José Luis Garci, director de cine.
- Pablo Jauralde Pou, filólogo y profesor de la Universidad Autónoma de Madrid.
- Virgilio Zapatero, jurista y tratadista político, profesor y rector de la Universidad de Alcalá, diputado, ministro entre 1986 y 1993.
- Alberto Bernabé, helenista e indoeuropeísta, profesor de la Universidad Complutense.
- José Manuel Sánchez Ron, físico e historiador, profesor de la Universidad Autónoma de Madrid, miembro de la Real Academia Española, premio nacional de Ensayo.
- Pedro Crespo Barquero, fiscal de sala del Tribunal Supremo.
- Felipe Hernández Cava, guionista de cómics (El Cubri).
- Saturio Alonso, "El Cubri", dibujante de cómics.

- José María Ridao, diplomático y escritor.
- Roberto Cairo, actor de cine y televisión.
- Antonio Valdecantos, filósofo y ensayista, profesor de las universidades Complutense, Carlos III y Autónoma de Madrid.
- Aurora Sampedro Piñeiro, química de origen gallego.
- Fernando Medrano, jugador de fútbol profesional en activo

## Antonio Machado, profesor del Cervantes
En 1935 era catedrático de francés de este instituto Natalio de Anta, que murió inesperadamente. Su cátedra salió a concurso de traslado y fue ocupada por el catedrático Antonio Machado, que procedía del instituto madrileño Calderón de la Barca. Este fue el último destino para el poeta y profesor, pues el 7 de julio de 1941 se redactó el expediente de su depuración con separación definitiva del servicio y con baja en el escalafón de Catedráticos de Institutos Nacionales de Enseñanza Media (a efectos puramente ideológicos, ya que había muerto, en penosas circunstancias, a los pocos días de salir de España, en Collioure, en febrero de 1939).
El 2 de octubre de 1981 se reunió el claustro de profesores, presidido por el director, Juan Haro Sabater, que acordó solicitar del Ministerio de Educación y Ciencia la rehabilitación de Antonio Machado Ruiz, como catedrático de Instituto. El 31 de diciembre de ese mismo año, el Ministerio ordenó su rehabilitación, siendo el ministro en esos momentos Federico Mayor Zaragoza. El texto de la correspondiente Orden Ministerial es el siguiente:

ORDEN de 31 de diciembre de 1981 por la que se rehabilita a don Antonio Machado Ruiz como Catedrático de Instituto

Ilmos. Sres.: El claustro del Instituto de Bachillerato "Cervantes" de Madrid, con motivo de la celebración del cincuenta aniversario de su creación, ha elevado a este Departamento el acuerdo unánime de solicitar la rehabilitación de don Antonio Machado Ruiz, Catedrático de Instituto, cuyo último destino fue la cátedra de Francés del referido Centro.

Aunque sea a título póstumo, pues según sus palabras "hoy es siempre todavía", es de un alto valor simbólico en el momento histórico que vivimos reincorporar al Cuerpo de Catedráticos de Institutos Nacionales de Enseñanza Media, que tan esclarecidos representantes de las letras y las artes ha producido, a don Antonio Machado Ruiz, patrimonio ya de todos los españoles.

En su virtud, este Ministerio ha tenido a bien disponer:

1.º  Quedan anulados el expediente de depuración contra don Antonio Machado Ruiz y la propuesta de la Comisión Dictaminadora de Expedientes de Depuración, de 7 de julio de 1941, sobre su separación definitiva del servicio y baja en el escalafón del Cuerpo de Catedráticos de Institutos Nacionales de Enseñanza Media.
2.º  Don Antonio Machado Ruiz queda rehabilitado, a todos los efectos, como Catedrático de Instituto, debiendo considerársele, a título póstumo, miembro de honor del Claustro del Instituto de Bachillerato "Cervantes" de Madrid.
Mayor Zaragoza
Lo que comunico a V V. I I. para su conocimiento y efectos. Dios guarde a V V. I I.
Madrid, 31 de diciembre de 1981

Ilmos. Sres. Directores Generales de Personal y de Enseñanzas Medias

En 1970 el Instituto le había rendido un homenaje, instalando una lápida conmemorativa que está situada en el muro de la escalera principal. En el acto estuvo presente el poeta Gerardo Diego, catedrático del Instituto Beatriz Galindo, en representación de la Real Academia Española. El texto de la lápida es como sigue:

IN MEMORIAM

ANTONIO MACHADO

POETA DE ESPAÑA

SEVILLA 1875 COLLIURE 1939

CATEDRÁTICO DEL INSTITUTO

1935 CERVANTES 1939

EL CLAUSTRO DE PROFESORES LE DEDICA ESTE HOMENAJE

EN EL XXX ANIVERSARIO DE SU MUERTE

"NUESTRAS HORAS SON MINUTOS

CUANDO ESPERAMOS SABER

Y SIGLOS CUANDO SABEMOS

LO QUE SE PUEDE APRENDER"